# Открытый чемпионат Франции по теннису 2007
Открытый чемпионат Франции по теннису 2007 года — 106-й розыгрыш ежегодного профессионального теннисного турнира серии Большого шлема, проводящегося во французском Париже на кортах местного теннисного центра «Roland Garros». Традиционно выявляются победители соревнования в девяти разрядах: в пяти — у взрослых и четырёх — у старших юниоров. Матчи основных сеток прошли с 27 мая по 10 июня. Соревнование традиционно завершало основной сезон турниров серии на данном покрытии.
Прошлогодние победители среди взрослых:
- в мужском одиночном разряде —  Рафаэль Надаль
- в женском одиночном разряде —  Жюстин Энен
- в мужском парном разряде —  Йонас Бьоркман и  Максим Мирный
- в женском парном разряде —  Лиза Реймонд и  Саманта Стосур
- в смешанном парном разряде —  Катарина Среботник и  Ненад Зимонич

## Соревнования

### Взрослые

#### Мужчины. Одиночный турнир
Рафаэль Надаль обыграл  Роджера Федерера со счётом 6-3, 4-6, 6-3, 6-4.
- Надаль выигрывает 1-й титул в сезоне и 3-й за карьеру на соревнованиях серии.
- Федерер уступает 1-й финал в сезоне и 2-й за карьеру на соревнованиях серии.

#### Женщины. Одиночный турнир
Жюстин Энен обыграла  Ану Иванович со счётом 6-1, 6-2.
- Энен выигрывает 1-й титул в сезоне и 6-й за карьеру на соревнованиях серии.
- Иванович уступает дебютный финал на соревнованиях серии.

#### Мужчины. Парный турнир
Марк Ноулз /  Даниэль Нестор обыграли  Лукаша Длоуги /  Павла Визнера со счётом 2-6, 6-3, 6-4.
- Ноулз выигрывает 1-й титул в сезоне и 3-й за карьеру на соревнованиях серии.
- Нестор выигрывает 1-й титул в сезоне и 3-й за карьеру на соревнованиях серии.

#### Женщины. Парный турнир
Алисия Молик /  Мара Сантанджело обыграли  Катарину Среботник /  Ай Сугияму со счётом 7-6(5), 6-4.
- Молик выигрывает 1-й титул в сезоне и 2-й за карьеру на соревнованиях серии.
- Сантанджело выигрывает дебютный титул на соревнованиях серии.

#### Микст
Натали Деши /  Энди Рам обыграли  Катарину Среботник /  Ненада Зимонича со счётом 7-5, 6-3.
- Деши выигрывает дебютный титул на соревнованиях серии.
- Рам выигрывает 1-й титул в сезоне и 2-й за карьеру на соревнованиях серии.

### Юниоры

#### Юноши. Одиночный турнир
Владимир Игнатик обыграл  Грега Джонса со счётом 6-3, 6-4.
- представитель бывшего СССР побеждает на французском турнире серии впервые с 1991 года.

#### Девушки. Одиночный турнир
Ализе Корне обыграла  Мариану Дуке-Мариньо со счётом 4-6, 6-1, 6-0.
- представительница Франции побеждает на домашнем турнире серии впервые с 2000 года.

#### Юноши. Парный турнир
Томас Фаббиано /  Андрей Коротченя обыграли  Келлена Дамико /  Жонатана Эйссерика со счётом 6-4, 6-0.
- представитель бывшего СССР побеждает на французском турнире серии впервые с 1999 года.
- представитель Италии побеждает на турнире серии впервые с 1996 года.

#### Девушки. Парный турнир
Ксения Милевская /  Урсула Радваньская обыграли  Сорану Кырстю /  Алексу Глатч со счётом 6-1, 6-4.
- представительница Беларуси побеждает на французском турнире серии впервые с 2005 года.